# Episodi di Based on a True Story (prima stagione)
La prima stagione della serie televisiva Based on a True Story, composta da otto episodi, è stata pubblicata l'8 giugno 2023, su Peacock negli Stati Uniti.
In Italia è stata pubblicata il 29 marzo 2024 su RaiPlay.
| nº | Titolo originale            | Titolo italiano                | Pubblicazione USA | Pubblicazione Italia |
| -- | --------------------------- | ------------------------------ | ----------------- | -------------------- |
| 1  | The Great American Art Form | La vera forma d'arte americana | 8 giugno 2023     | 29 marzo 2024        |
| 2  | BDE                         | Facciamo un podcast            | 8 giugno 2023     | 29 marzo 2024        |
| 3  | Who's Next                  | Chi è la prossima?             | 8 giugno 2023     | 29 marzo 2024        |
| 4  | The Survivor                | La sopravvissuta               | 8 giugno 2023     | 29 marzo 2024        |
| 5  | Ted Bundy Bottle Opener     | L'apribottiglie di Ted Bundy   | 8 giugno 2023     | 29 marzo 2024        |
| 6  | Love You, Buzzfeed          | L'asta di beneficenza          | 8 giugno 2023     | 29 marzo 2024        |
| 7  | National Geographic         | Sogni infranti                 | 8 giugno 2023     | 29 marzo 2024        |
| 8  | The Universe                | La festa d'anniversario        | 8 giugno 2023     | 29 marzo 2024        |

## La vera forma d'arte americana
- Titolo originale: The Great American Art Form
- Diretto da: Alexander Buono
- Scritto da: Craig Rosenberg

## Facciamo un podcast
- Titolo originale: BDE
- Diretto da: Anu Valia
- Scritto da: Craig Rosenberg

## Chi è la prossima?
- Titolo originale: Who's Next
- Diretto da: Anu Valia
- Scritto da: Craig Rosenberg

## La sopravvissuta
- Titolo originale: The Survivor'
- Diretto da: Jennifer Arnold
- Scritto da: Craig Rosenberg

## L'apribottiglie di Ted Bundy
- Titolo originale: Ted Bundy Bottle Opener
- Diretto da: Jennifer Arnold
- Scritto da: Craig Rosenberg

## L'asta di beneficenza
- Titolo originale: Love You, Buzzfeed
- Diretto da: Francesca Gregorini
- Scritto da: Craig Rosenberg

## Sogni infranti
- Titolo originale: National Geographic
- Diretto da: Francesca Gregorini
- Scritto da: Craig Rosenberg

## La festa d'anniversario
- Titolo originale: The Universe
- Diretto da: Alexander Buono
- Scritto da: Craig Rosenberg